# In Mo Yang
In Mo Yang (26 de julio de 1995), también conocido como Inmo Yang, es un violinista de Corea del Sur. Es el ganador del primer premio de la 54.ª edición del Concurso Internacional Paganini en Génova, Italia en 2015 y el ganador del primer premio del Concurso Jean Sibelius en Helsinki, Finlandia en 2022. También es el ganador del segundo premio en la división senior del Concurso Internacional Yehudi Menuhin para Jóvenes Violinistas de 2014 en Austin, Texas. En abril de 2016, debutó en el Carnegie Hall en el Weill Recital Hall con la Orquesta Sinfónica Nacional de Dinamarca dirigida por Fabio Luisi.

## Biografía
In Mo Yang nació en una familia coreana en 1995 y debutó en un recital a los 11 años en la Serie Ewon Prodigy en Seúl, Corea, seguido de un debut con la Orquesta Sinfónica de KBS a los 15 años. In Mo se graduó del Instituto Nacional Coreano para Dotados en las Artes en febrero de 2011 y luego fue admitido en la Universidad Nacional Coreana de las Artes como un prodigio en la música. In Mo también se graduó del Conservatorio de Música de Nueva Inglaterra, donde estudió con Miriam Fried y obtuvo una licenciatura en música. Actualmente está cursando un máster con Antje Weithaas en la Hochschule für Musik “Hanns Eisler” de Berlín.
In Mo ha actuado con la NDR Radiophilharmonie, la Orquesta Sinfónica de Rusia, la Orquesta Sinfónica de Brasil, la Orquesta Sinfónica de Austin, la Orquesta Clásica de Boston, la Orquesta Sinfónica de Longwood, la Orquesta Filarmónica Juvenil de Boston, la Orquesta Sinfónica de Aichi Central, la Orquesta Sinfónica Nacional Danesa, la Orquesta Sinfónica de KBS y la Orquesta Sinfónica de Corea.
A partir de julio de 2021, In Mo toca con el violín Stradivarius conocido como "Bostonian" de c. 1718, prestado por un donante privado. Yang también ha tocado en un violín de Giovanni Tononi de c. 1690, un Antonio Stradivarius de 1705/1706 y el violín conocido como Il Cannone de Guarneri 'Del Gesu' que una vez fue propiedad del famoso Niccolò Paganini.

## Premios y apariciones
- 2012: Cuarto premio, Concurso Internacional de Violín Joseph Joachim[6]
- 2013: Máximos honores, premio de violín Munetsugu Angel
- 2014: Ganador del segundo premio, División Senior, Concurso Internacional Yehudi Menuhin para Jóvenes Violinistas[3]
- 2014: Ganador del primer premio, Concurso CAG Victor Elmaleh[3]
- 2015: Ganador del primer premio, Concurso Internacional Paganini[3]
- 2016: debut en el Carnegie Hall en el Weill Recital Hall[1]
- 2022: Ganador del primer premio, Concurso Internacional de Violín Jean Sibelius[7]